# Bochower Graben
Der Bochower Graben ist ein Meliorationsgraben und orographisch linker Zufluss der Nuthe auf der Gemarkung der Gemeinde Niedergörsdorf im Landkreis Teltow-Fläming in Brandenburg. Der Graben beginnt an einem Dorfteich, der sich in der Mitte des Niedergörsdorfer Ortsteils Bochow befindet. Von dort verläuft der Graben vorzugsweise in nördlicher Richtung und mündet an der Grenze zum Stadtgebiet von Jüterbog in die Nuthe.